# Zichron Yaakov
Zichron Yaakov (en hebreu: זכרון יעקב) (en català: en memòria de Jacob) és una ciutat d'Israel, a 35 quilòmetres al sud de Haifa i part del districte de Haifa. Es troba a l'extrem sud de la serra del Carmel amb vistes al mar Mediterrani, prop de la carretera de la costa (Autopista 2). Va ser un dels primers assentaments jueus d'Halutzim al país, fundat el 1882 pel baró Edmond James de Rothschild i anomenat en honor del seu pare, James Mayer de Rothschild ("James" deriva del nom hebreu Ya'akov, Jacob). El 2021 tenia 23.857 habitants.